# Доліндо Руотоло
Доліндо Руотоло (італ. Dolindo Ruotolo; 6 жовтня 1882, Неаполь — 19 листопада 1970, там само) — італійський священник та францисканський терціарій, проголошений католицькою церквою Слугою Божим, користувався великою пошаною св. Падре Піо (Padre Pio).

## Біографія
Він був п'ятим з одинадцяти дітей Рафаеля, інженера і математика, і Сільві Валле, нащадка неаполітанської аристократії. У дитинстві він страждав від проблем зі здоров'ям і через фінансові труднощі родини. У 1896 році, після розлуки з батьками, він разом із братом Еліо пішов до Апостольської школи священників-місіонерів (італ. Scuola Apostolica dei Preti della Missione), а через три роки був прийнятий до Новіціату. 1 червня 1901 р. склав чернечі обіти, після чого попросив можливість працювати місіонером в Китаї. Однак його прохання було відхилено. Після висвячення на священника 24 червня 1905 р. його призначили професором Апостольської школи та навчали григоріанському співу. Недовго працював у Таранто та Мольфетті, де займався реформою семінарій.
В житті священника було багато болючих епізодів. З 3 вересня 1907 він став жертвою низки помилок і непорозумінь, через які він був тимчасово засудженний.
У 1907—1937 роках його підозрювали в єресі, він оправдувався перед Конгрегацією доктрини віри, його піддавали психіатричним оглядам та припиняли службові обов'язки. Остаточно був опрадваний лише 17 липня 1937 року, тоді йому нарешті було дозволено повернутися до священства в Неаполі, в парафії Сан-Джузеппе-де-Нуді. Він залишив після себе 33 томи біблійних коментарів, численні богословські, містичні та аскетичні твори, томи листів та автобіографічні замітки.
Після перенесеного інсульту в 1960 році ліва частина його тіла була паралізована; він помер через 10 років. Його могила знаходиться в костелі св. Джузеппе де Веккі (італ. Chiesa di San Giuseppe dei Vecchi) в Неаполі.
За свого життя о. Доліндо мав репутацію святого. Одного разу Падре Піо сказав про нього неаполітанським вірянам, які приїхали до нього "Навіщо ви приїхали сюди якщо у вас є Дон Доліндо в Неаполі? Йдіть до нього, він святий ".
Є автобіографічна книга про його життя — Мене назвали Доліндо, що означає біль.
(італійською — Fui chiamato Dolindo, che significa dolore)

## Акт Довіри
У 1940 році Доліндо Руотоло записав акт довіри, продиктований Ісусом Христом. Кульмінаційний момент молитви — це новена: "Ісусе, довіряю тобі, Ти цим займися!"

## Праці
Перекладені на англійську 
1) Who Who Dies Shall See - про чистилище і небеса.
2) The Gospel According to Luke - Комментар до Євангелія від св.Луки
3) Come, O Holy Spirit - Про роль Сятого Духа нашому внутрішньому та місіонерському житті, а також про Таїнства і харизми.
4) A Month with Mary: Daily Meditations for a Profound Reform of Heart in the School of Mary - Доліндо написав духовні роздуми до своєї духовної дочки,
потім вони були укладені в маленьку книжку. Складається з 31 розважання.

На Італійський (оригінали)
- Gesù, pensaci tu, citata da Raggi di Luce, di Paolo Brosio
- Chi morrà vedrà (sul Purgatorio e sul Paradiso)
- Commento alla Sacra Scrittura (in 33 volumi)
- Così ho visto l'Immacolata
- Dalla sorgente rivoli di luce
- Don Dolindo e il Sant'Uffizio (lettere da Roma)
- Epistolari (lettere in 3 quaderni)
- Fui chiamato Dolindo, che significa dolore. Pagine di autobiografia, Sessa Aurunca-Napoli-Riano, 1972
- Fuoco che non riposa
- I fioretti di Don Dolindo (raccolta di pensieri, aneddoti, parabole)
- Il piccone che scava brillanti
- La dottrina cattolica (catechismo)
- Maria... chi mai sei tu?
- Nei raggi della grandezza e della vita sacerdotale
- Opuscoli (raccolta di preghiere, sermoni, pensieri)
- Slanci di amore a Gesù e a Maria
- Una profonda riforma del cuore alla scuola di Maria
- Vieni, o Spirito Santo!
- Atto di abbandono, Edizioni Le loup des steppes, 2019
- La Novena dell'Abbandono, Edizioni Le loup des steppes, 2020

## Пророцтво про св Івана Павла ІІ
Ім'ям Доліндо Руотоло — підписане пророче послання від 2 липня 1965 р. Про повалення комунізму польським папою (його автентичність підтвердив словацький єпископ Павел Гніліка): (Переклад цитати з польської сторінки Вікіпедії про о. Доліндо)
|  | Марія до душі. Світ йде на погибель, але Польща, як і за часів Собеського, завдяки побожності до Мого святого серця буде подібною до тих 20 тисяч, які врятували Європу та світ від турецької тиранії. Польща звільнить світ від найстрашнішої комуністичної тиранії. З'явиться новий Йоан, який героїчним маршем розіб’є кайдани і подолає межі, нав'язані комуністичною тиранією. Пам'ятайте про це. Я благословляю Польщу. Благословляю тебе. Благословляй мене. Бідний священик Доліндо Руотоло - вулиця Сальватор Роза, 58, Неаполь. |

## Процес беатифікації
З ініціативи парафії Непорочної Діви Марії з Лурда та парафії св. Джузеппе де Веччі в Неаполі його намагалися підняти до вівтаря. 5 січня 1997 року, після отримання згоди Конгрегації в справах святих у Римі, його процес беатифікації розпочався в Неапольській архідієцезії. Постулятором процесу призначений о. Масміміліан Піо Марія Маффей.